# 沿ドニエストル・ルーブル
沿ドニエストル・ルーブル（モルドバ語: Рублэ транснистрянэ）は、モルドバ東部の未承認国家・沿ドニエストル共和国の通貨。補助通貨はカペイカ（1ルーブル＝100カペイカ）で、略称はPRB。ISO 4217の通貨コードは存在しない。

## 概要

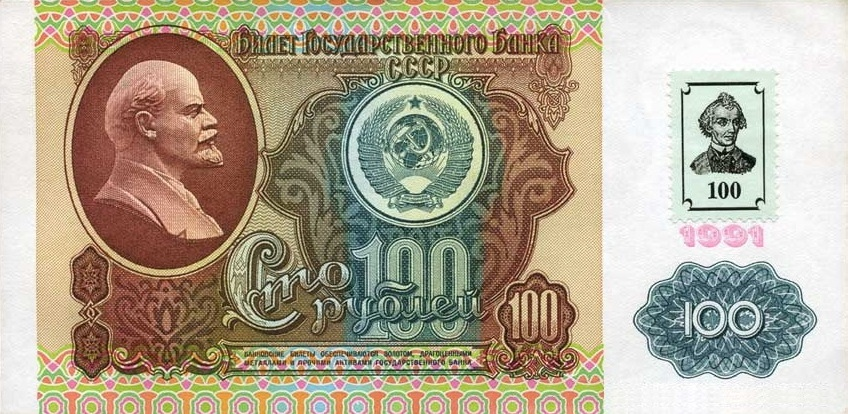
PRB100ルーブル紙幣(ソ連紙幣に証紙を貼付)

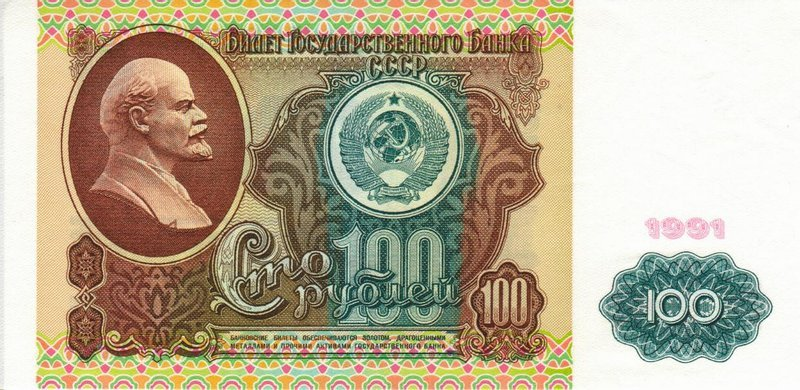
ソ連国立中央銀行100ルーブル紙幣

1990年にモルドバからの分離・独立を宣言した沿ドニエストル共和国政府は1994年に中央銀行の沿ドニエストル共和国銀行を設立し、モルドバの通貨・レウとは異なる独自通貨としてPRBの発行を開始した。
当初はソビエト連邦の通貨であるソビエト連邦ルーブルの紙幣と同じデザインのものに証紙(アレクサンドル・スヴォーロフの肖像と額面の表示が印刷)を張り付けたものが発行されていた。
結局、1994年の内にハイパーインフレが発生し新しい通貨を発行。新通貨は1PRB＝旧1000PRBのレートであったが、インフレの進行はその後も続き2000年には1PRB＝100万新PRBのデノミネーションを再度、実施した。
2008年現在のレートは1ユーロ＝10PRB前後である。

## 硬貨
現在、1・5・10・25・50カペイカの金属製の硬貨が発行されている。
2014年には、法定通貨として史上初かつ世界唯一のプラスチック貨として、1・3・5・10ルーブル硬貨が発行されたが、これらは現在では製造されていない。

## 紙幣
| 2000年発行の紙幣 | 2000年発行の紙幣 | 2000年発行の紙幣 | 2000年発行の紙幣             | 2000年発行の紙幣                                                                   | 2000年発行の紙幣 | 2000年発行の紙幣 |      |
| 額面             | サイズ           | 色               | 図柄                         | 図柄                                                                               | 日付             | 日付             | 日付 |
| 額面             | サイズ           | 色               | 表                           | 裏                                                                                 | 印刷             | 流通開始         |      |
| ---------------- | ---------------- | ---------------- | ---------------------------- | ---------------------------------------------------------------------------------- | ---------------- | ---------------- | ---- |
| 1ルーブル        | 129 × 56 mm      | オレンジ         | アレクサンドル・スヴォーロフ | Chiţcani monument                                                                  | 2000年           | 2000年           |      |
| 5ルーブル        | 129 × 56 mm      | 青               | アレクサンドル・スヴォーロフ | Kvintのブランデー工場                                                              | 2000年           | 2000年           |      |
| 10ルーブル       | 129 × 56 mm      | 茶色             | アレクサンドル・スヴォーロフ | 修道院                                                                             | 2000年           | 2000年           |      |
| 25ルーブル       | 129 × 56 mm      | 赤               | アレクサンドル・スヴォーロフ | Tighinaの城郭                                                                      | 2000年           | 2000年           |      |
| 50ルーブル       | 129 × 60 mm      | 緑               | タラス・シェフチェンコ       | 大統領公邸                                                                         | 2000年           | 2000年           |      |
| 100ルーブル      | 129 × 60 mm      | 紫               | ディミトリエ・カンテミール   | ティラスポリ生誕教会                                                               | 2000年           | 2000年           |      |
| 200ルーブル      | 135 × 64 mm      | 焦茶             | ピョートル・ルミャンツェフ   | Military theme                                                                     | 2004年           | 2004年           |      |
| 500ルーブル      | 140 × 68 mm      | 薄緑             | エカチェリーナ2世            | The decree of the creation of Tiraspol by Catherine II, and the plan of a fortress | 2004年           | 2004年           |      |